# Eduardo de Acha
Eduardo Nicolás de Acha y Otáñez (Madrid, 13 de marzo de 1878 - ibídem, 30 de noviembre de 1928) fue un militar español (capitán de Artillería) y caballero de la Orden de Calatrava.  En 1903 fue uno de los fundadores del Club Atlético de Madrid, entidad de la que sería su segundo presidente.

## Biografía
Hijo de Juan Nicolás de Acha y Cerrajería y de su mujer Elisa de Otáñez y Llagano (? - Madrid, 9 de mayo de 1908) y hermano de Alberto de Acha y Otáñez, I marqués de Acha, de María de la Asunción de Acha y Otáñez, casada con Álvaro de Villota y Baquiola, muerto en Bilbao, en la Cárcel de los Ángeles Custodios, el 4 de enero de 1937, y de Matilde de Acha y Otáñez.
Eduardo de Acha fue en 1903 uno de los principales artífices de la fundación del Athletic de Madrid, en cuya primera junta directiva figuró como secretario. Tras la renuncia de Enrique Allende, ese mismo año asumiría la presidencia. En 1906 redactó los primeros estatutos de la entidad.
Durante su presidencia, el Athletic disputó su primer partido oficial, en octubre de 1906, al participar en el Campeonato de Madrid. Hasta ese momento todos los encuentros disputados desde su fundación habían sido amistosos.
Dimitió de su cargo el 20 de febrero de 1907, el mismo día en que el Atlético de desligaba socialmente del Athletic de Bilbao, aunque en lo deportivo dicho vínculo continuaría, con distinta intensidad, hasta 1923.
Casó con Manuela Sánchez-Arjona y Velasco (Madrid, San Jerónimo, 12 de agosto de 1887 - Madrid, 23 de abril de 1957), hija del I marqués de Casa Arjona y dos veces bisnieta del II marqués de Ríocabado, y tuvo seis hijos e hijas:
- Juan Luis de Acha y Sánchez-Arjona (Madrid, 31 de mayo de 1914 - Madrid, 5 de febrero de 1916)
- Eduardo de Acha y Sánchez-Arjona (17 de septiembre de 1915 - Madrid, 29 de marzo de 1982), II marqués de Acha, soltero y sin descendencia
- María del Carmen de Acha y Sánchez-Arjona (Madrid, 21 de octubre de 1916 - Ciudad Rodrigo, 10 de julio de 2013), casada en San Sebastián el 4 de agosto de 1939 con Bernardo de Salazar y García-Villamil (Madrid, 23 de noviembre de 1906 - Madrid, 5 de abril de 1992), con descendencia, incluyendo a Jaime de Salazar y Acha
- María del Rosario de Acha y Sánchez-Arjona (10 de enero de 1918 - 14 de octubre de 1937)
- José Luis de Acha y Sánchez-Arjona (Madrid, 29 de marzo de 1920 - Madrid, 22 de octubre de 1989), III marqués de Acha, casado con María de Lourdes Rivero de Aguilar y Portela
- Ignacio de Acha y Sánchez-Arjona (Madrid, 14 de julio de 1926), casado con María Jesus Romeo y Ramón-Soláns, con descendencia.